# Nuoro
Núoro o Núgoro es una localidad italiana, capital de la provincia homónima, en la región de Cerdeña. Cuenta con una población de 32 986 habitantes.

## Geografía

### Territorio
Situada a 550 m s. n. m. sobre una meseta en las montañas centrales, a los pies del monte Ortobene, la ciudad de Nuoro es la séptima capital provincial más elevada de Italia, después de Enna, Potenza, L'Aquila, Campobasso, Aosta y Caltanissetta.
El topónimo de la localidad en italiano es Nuoro y en sardo es Núgoro.

### Clima
Nuoro tiene, como la mayor parte del territorio de la Cerdeña, un clima mediterráneo templado, los veranos son cortos, calurosos, secos y mayormente despejados, mientras que los inviernos son largos, fríos, ventosos y parcialmente nublados. Durante el transcurso del año, la temperatura suele variar de 2 °C a 32 °C y rara vez baja a menos de −2 °C o sube a más de 36 °C.
| Parámetros climáticos promedio de Nuoro | Parámetros climáticos promedio de Nuoro | Parámetros climáticos promedio de Nuoro | Parámetros climáticos promedio de Nuoro | Parámetros climáticos promedio de Nuoro | Parámetros climáticos promedio de Nuoro | Parámetros climáticos promedio de Nuoro | Parámetros climáticos promedio de Nuoro | Parámetros climáticos promedio de Nuoro | Parámetros climáticos promedio de Nuoro | Parámetros climáticos promedio de Nuoro | Parámetros climáticos promedio de Nuoro | Parámetros climáticos promedio de Nuoro | Parámetros climáticos promedio de Nuoro |
| Mes                                     | Ene.                                    | Feb.                                    | Mar.                                    | Abr.                                    | May.                                    | Jun.                                    | Jul.                                    | Ago.                                    | Sep.                                    | Oct.                                    | Nov.                                    | Dic.                                    | Anual                                   |
| --------------------------------------- | --------------------------------------- | --------------------------------------- | --------------------------------------- | --------------------------------------- | --------------------------------------- | --------------------------------------- | --------------------------------------- | --------------------------------------- | --------------------------------------- | --------------------------------------- | --------------------------------------- | --------------------------------------- | --------------------------------------- |
| Temp. máx. media (°C)                   | 9.2                                     | 10.3                                    | 12.2                                    | 14.8                                    | 19.3                                    | 23.8                                    | 27.6                                    | 27.6                                    | 24                                      | 18.7                                    | 14.1                                    | 10.9                                    | 17.7                                    |
| Temp. mín. media (°C)                   | 4.2                                     | 4.1                                     | 5.5                                     | 7.4                                     | 10.8                                    | 14.6                                    | 17.6                                    | 17.8                                    | 15.3                                    | 11.6                                    | 8.1                                     | 5.4                                     | 10.2                                    |
| Precipitación total (mm)                | 71                                      | 85                                      | 74                                      | 61                                      | 41                                      | 26                                      | 8                                       | 17                                      | 40                                      | 80                                      | 95                                      | 110                                     | 708                                     |
| Fuente: Il Meteo                        |                                         |                                         |                                         |                                         |                                         |                                         |                                         |                                         |                                         |                                         |                                         |                                         |                                         |

## Origen del nombre

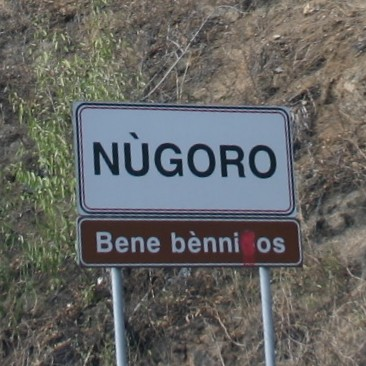
Cartelería al ingreso del municipio.

El nombre Nùoro, usado en buena parte de Cerdeña, es una variante del nuorés Nùgoro, forma propia de la ciudad y de sus alrededores, que según el lingüista sardo Giovanni Spano, provendría a su vez de la raíz "nur" o "ur" que significa "casa", "luz" o "fuego", en el sentido de hogar.

## Historia

### Prehistoria y Era Nurágica
Nuoro y sus alrededores estuvieron habitados durante varios milenios antes de Cristo. La razón principal de la presencia humana en esta zona se encuentra en su excelente posición geográfica, de hecho, Nuoro está situado en una colina que permite controlar la comunicación entre el valle del río Tirso y la cuenca del río Cedrino. Las huellas más antiguas de presencia humana en el área de Nuoro (21 hallazgos arqueológicos del período neolítico) se remontan a los Domus de Janas estructuras del III y IV milenio a. C., de fines del periodo Neolítico e inicio de la Edad de los Metales. Numerosas viviendas prehistóricas y refugios rocosos se pueden encontrar en el monte Ortobene, mientras que los restos de una aldea prenurágica se remontan a 1700-1600 a. C.

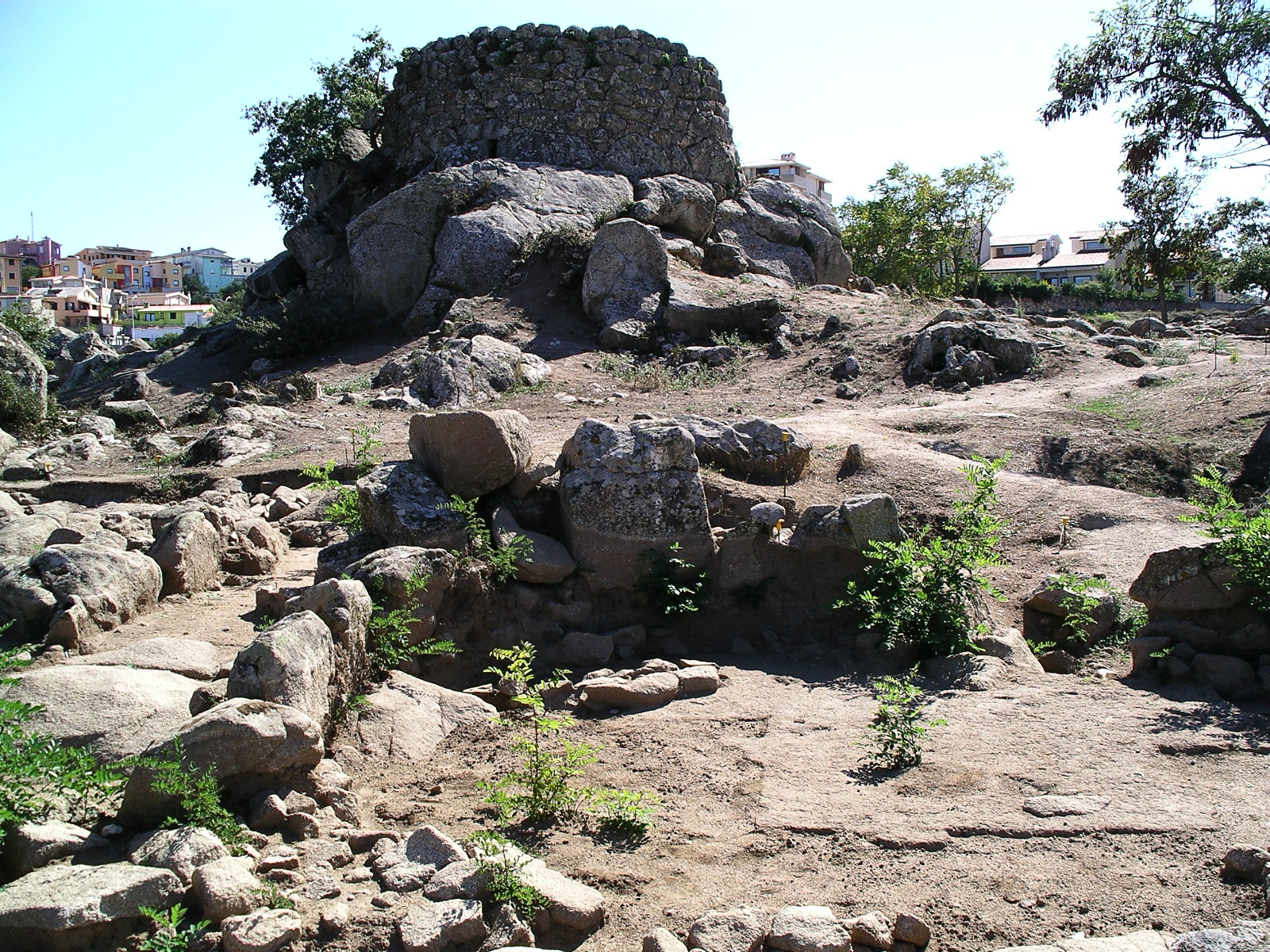
Nuraghe Tanca Manna

Esta aldea prenurágica, consta, según una estimación de la superintendencia provincial, de unas 200 cabañas, algunas de las cuales se encuentran bajo las casas vecinas y ocupan un área total de más de 3 hectáreas. El pueblo pudo acomodar a un número considerable de habitantes. Algunas de las cabañas que ya son objeto de excavaciones, tanto circulares como rectangulares, muestran rastros del piso original hecho de una mezcla de arcilla y corcho para reducir la humedad en las casas. En el lado este del pueblo de Tanca Manna se podían encontrar algunos Domus de Janas, que fueron destruidos por la excavación de granito en el siglo XIX.
La civilización nurágica, a partir del 1500 a. C. Hasta la colonización romana, dejó una fuerte huella en la historia de Nuoro, como lo demuestran los numerosos "nuraghi" presentes en el área que coronan casi todas las colinas de la ciudad, a menudo siendo absorbidas o incorporadas al tejido urbano (nuraghi Tanca manna, Ugolio, Biscollai), otras se encuentran en los suburbios inmediatos (Corte, Tigologoe, Tèrtilo, Tres Nuraghes, Gabotèle).

### Influenza romana

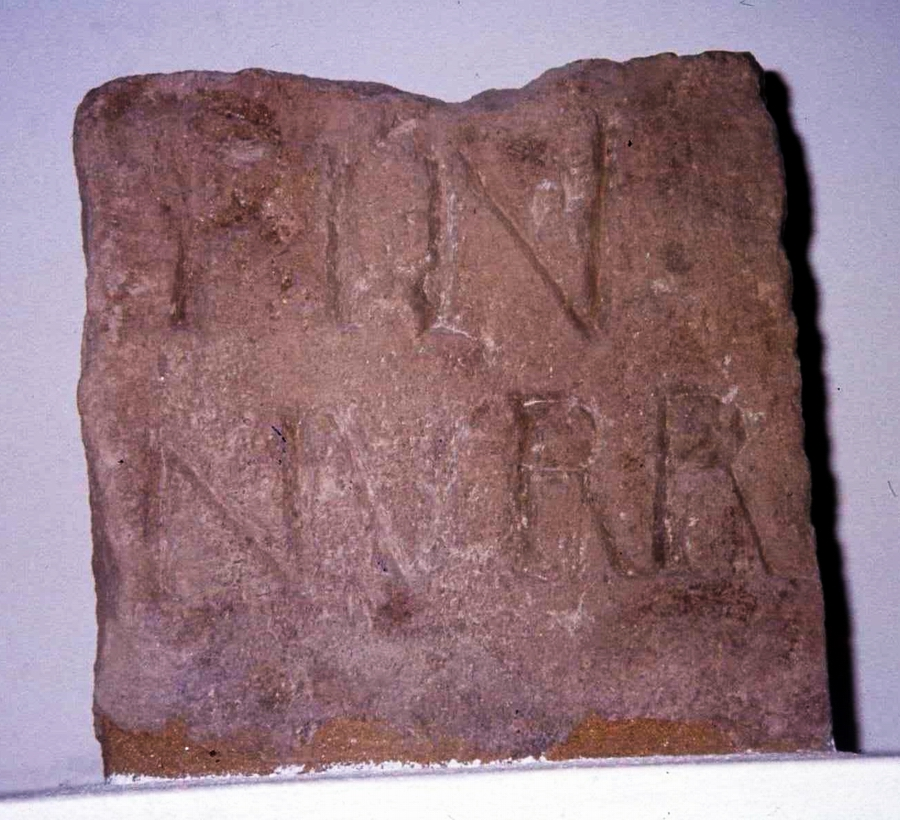
Lápida romana con la inscripción "NURR".

Los romanos llamaron a la población del área de Nuoro-Orotelli con el término "NURR", inscrito en una piedra limítrofe colocada entre los dos municipios. La penetración romana fue muy efectiva en esta área, como lo demuestra el dialecto de Nuoro, la variante sarda a menudo considerada más cercana al latín, incluso según el lingüista Max Leopold Wagner. Roma creó un sistema de carreteras generalizado en la "provincia" sarda. Las principales arterias viales (viae principales) eran cuatro, las carreteras Antonianas, todas con dirección norte-sur: la carretera costera occidental (en Tibulas-Karales); el interior occidental (en Turre-Karales); el interior oriental (en Olbia-Karales para Mediterranea); la carretera costera oriental (en Tibulas-Karales). La mediana Transversale se utilizó para transportar el trigo del valle del río Tirso hacia la costa de Orosei, para embarcar el producto destinado al puerto de Ostia.
El descubrimiento, especialmente en Barbagia y en Marghine de monedas púnicas con una representación en forma de toro, parecería indicar una fase histórica en la que las "poblaciones sardas (vinculadas al culto al toro) y púnicas, unieron fuerzas" para reaccionar ante el impacto de la República. Los romanos reaccionaron tanto militarmente como con una actividad lenta e inteligente de "sedentarización" de clanes locales, a fin de favorecer el desarrollo agrícola de las tierras. Por lo tanto, delimitaron grandes propiedades para el cultivo de trigo que asignaron a los colonos o las poblaciones locales. Los límites estaban marcados por lápidas de piedra qué indicaban la propiedad. Una piedra con la palabra "FIN NURR", ósea, fines nurritanenses, (término que deriva del "Nuraghe Nurdole" que se encuentra a una decena de kilómetros de Nuoro y Orotelli y que estuvo habitado hasta la Edad Media), permite identificar la ubicación de esa población que, semi-romanizada, en el siglo II d. C. constituía una unidad militar imperial asignada a la Cesariense de Mauritania: los "Cohors I - Nurritanorum".

### Edad Media
Con la caída del Imperio romano de Occidente la cerdeña, en el año 476 pasó conjuntamente toda la provincia de África bajo el dominio Vándalo hasta el año 548 cuando, Justiniano I, Emperador del Este, logró anexar Cerdeña al Imperio Bizantino.
Las fuentes históricas más importantes en ese período son los testimonios directos de Procopio de Cesarea y las 39 cartas del papa Gregorio I (590-604). Para evangelizar en profundidad Córcega y Cerdeña, el Papa Gregorio I confió las dos islas a los benedictinos de las islas toscanas, que permanecieron allí durante la Edad Media, aunque la primera y profunda cristianización tuvo lugar por las órdenes monásticas griegas (estudiosos, basilianos, etc.) bajo la égida bizantina. Los benedictinos construyeron pequeños monasterios, llamados abadías y se encargaron de la construcción de iglesias parroquiales, calles y el mantenimiento de fondos agrícolas.

### SigloXX

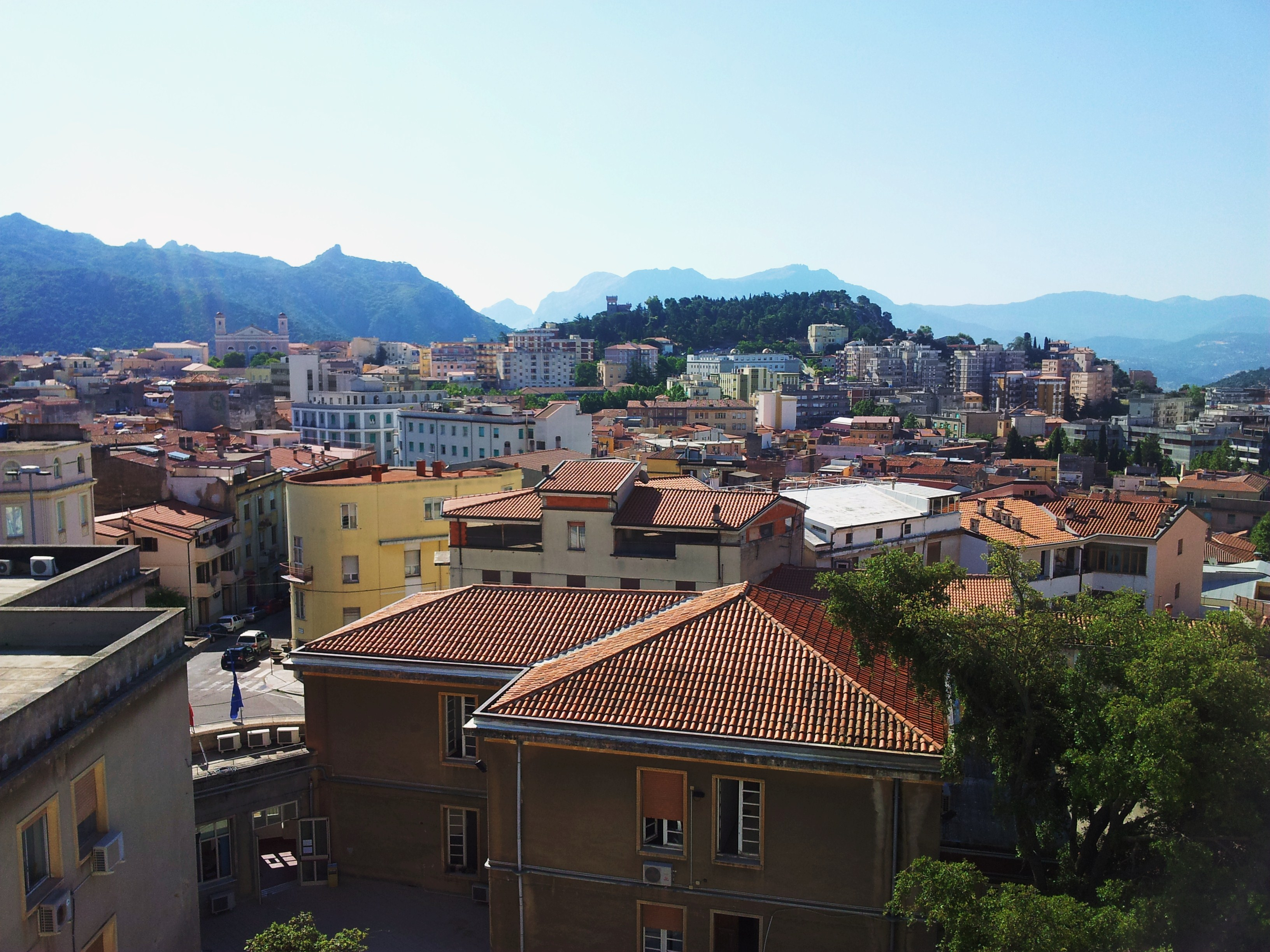
vista del centro de la ciudad

Con el siglo XX, el fermento cultural que habría dado vida a la importante vanguardia artística de Cerdeña se benefició de la notable mejora de los transportes para la comunicación con el continente; lentamente, las obras de Deledda, de pintores, de poetas se hicieron conocidas en el extranjero. Las esculturas de Francesco Ciusa son famosas por su notable valor. Nuoro se convirtió en un importante centro cultural. Con la expansión de los servicios y empleos administrativos, muchos habitantes de países vecinos comenzaron a mudarse a Nuoro.
La Guerra ítalo-turca y la Primera Guerra Mundial implicaron un gran número de bajas para la ciudad. En 1921 fue visitado por David Herbert Lawrence, quien quería conocer los lugares donde se desarrollaban las novelas de Deledda, escribiendo en 1928 para el prefacio de la versión en inglés de la Madre. Lawrence permaneció en Nuoro solo una noche, y de esta etapa fugaz, quedan algunas páginas interesantes en "Mare e Sardegna" donde describió un festival de disfraces muy animado. En 1926, se le estregó el Premio Nobel a Grazia Deledda.
Habiendo en la práctica ya asumido el rol de provincia desde el siglo anterior, Nuoro se convirtió nuevamente en una provincia durante el fascismo, en 1927. Las relaciones del régimen con la población pasaron por la mediación de algunos artistas, que impusieron el respeto por la cultura local, a pesar de las políticas nacionalistas fascistas. Se toleraba el uso de vestimentas tradicionales y, de hecho, en las ceremonia nupcial de Umberto II, están presentes varios nuoreses ataviados con la vestimenta tradicional sarda.

## Lugares de interés
Algunos sitios de interés de Nuoro son: la catedral (Santa María de las Nieves), antigua iglesia de Nuestra Señora de las Gracias, Corso Garibaldi, Rione Seuna, Rione santu Predu, la casa de Grazia Deledda, la iglesia de Nostra Signora della Solitudine (una iglesia muy simple donde están los restos de Grazia Deledda), Monte Ortobene y el Museo Etnológico.

### Monte Ortobene

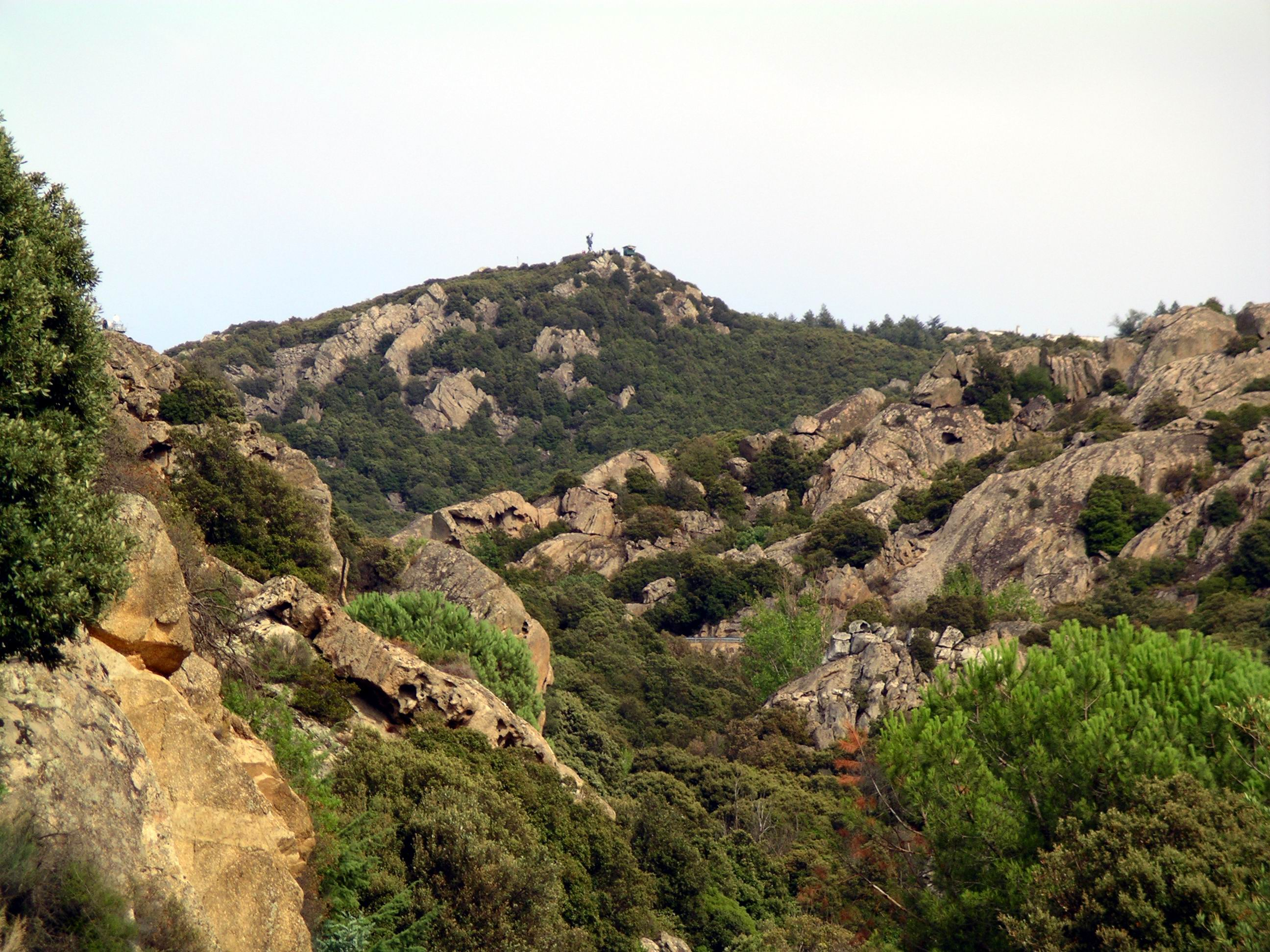
vista del Monte Ortobene

El monte Ortobene es la montaña de Nuoro por excelencia. es un lugar de gran paisaje y valor natural, sus bosques frescos son un destino para excursiones a un paso de la ciudad. También ofrece excelentes sugerencias para las nevadas de invierno. La cumbre alcanza los 955 m sobre el nivel del mar. En su cima se encuentra la estatua del Redentor, una obra de Vincenzo Ierace, que inspiró el importante festival folclórico de finales de agosto. La flora y la fauna son las típicas del centro de Cerdeña, con bosques de robles, zorros, jabalíes, halcones e incluso algunas águilas reales. De considerable interés turístico y antropológico es la llamada "sa conca", una residencia rural sugerente y única construida dentro de una enorme roca de granito hueco y de forma esférica, ubicada en el borde de la carretera que conduce al parque de "Sedda Orthai", donde se pueden encontrar rastros de un antiguo pueblo (y fortificaciones) del período medieval temprano. Al pie de la montaña en la localidad de Borbore hay una interesante zona arqueológica donde hay varios domus de janas (según la tradición "case delle fate"), necrópolis que data del Neolítico final (cultura Ozieri, 3200-2800 a. C.) y de la Edad del Cobre (Cultura Monte Claro, 2400-2100 a. C.).

### Sitios arqueológicos

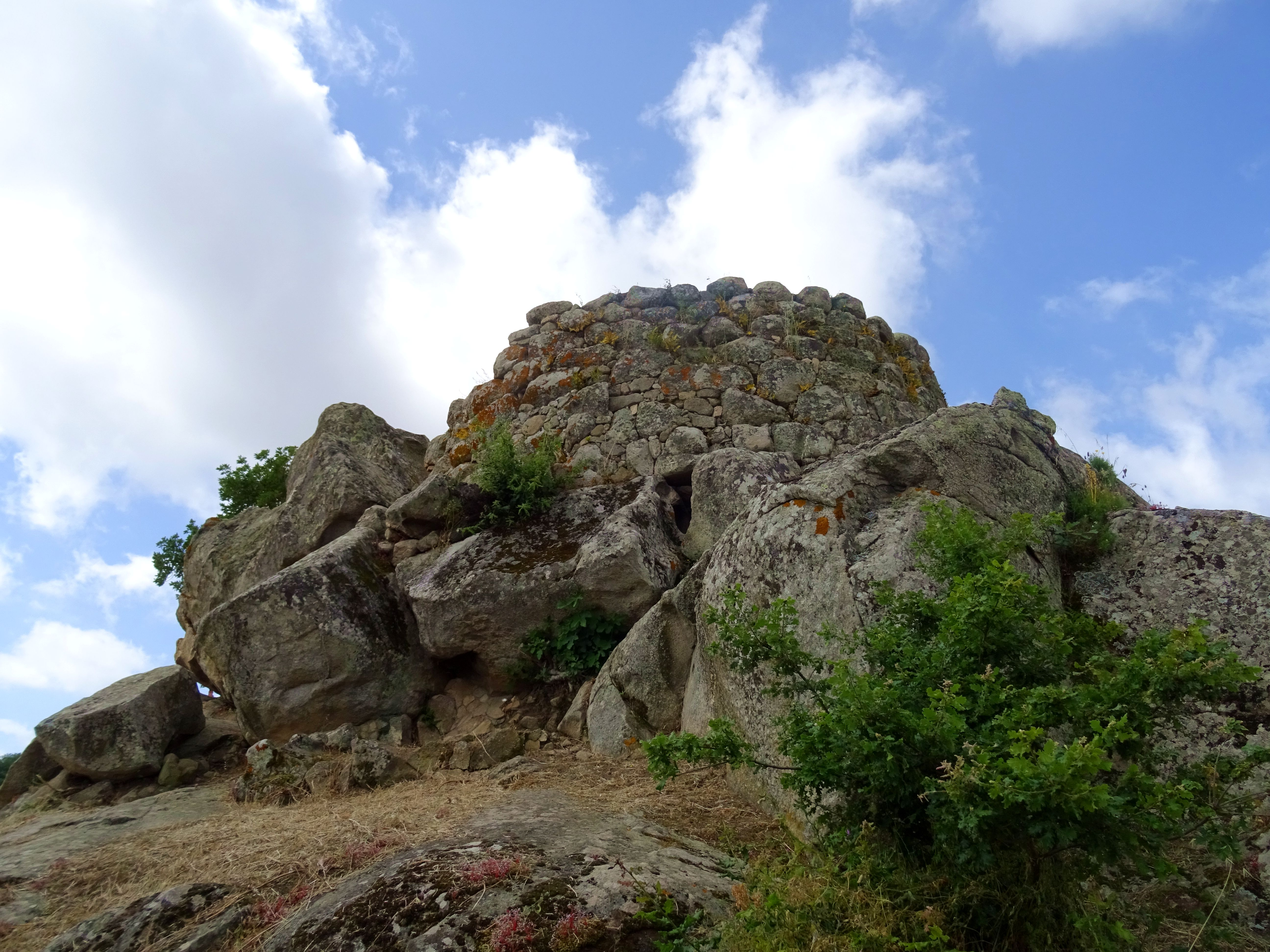
Vista del Nuraghe Tanca Manna

| - Nuraghe Biscollai - Nuraghe Corte - Nuraghe Costiolu - Nuraghe Curtu - Nuraghe Dèo - Nuraghe Durgulileo - Nuraghe Feghei - Nuraghe Fenole - Nuraghe Funtana 'e Littu - Nuraghe Gabotele - Nuraghe Gurturju | - Nuraghe Jacupiu - Nuraghe Loghelis - Nuraghe Monte Gurtei - Nuraghe Murichessa - Nuraghe Murzulo - Nuraghe Noddule o Loddune - Nuraghe Nurdole - Nuraghe Nuschele - Nuraghe Orizanne - Nuraghe Pradu 'e Leo - Nuraghe Pedra Pertusa | - Nuraghe S'Abba biba - Nuraghe Sa Murta - Nuraghe Tanca Manna - Nuraghe Soddu - Nuraghe Sodduleo - Nuraghe Su Ribu 'e su sàliche - Nuraghe Su Saju - Nuraghe Tertilo - Tres Nuraghes - Nuraghe Tigologoe - Nuraghe Ugolio |

### El Pueblo de Lollove
Es un pueblo de origen medieval, aislado, habitado por unas pocas docenas de residentes, suspendido en el tiempo y en silencio. Este pequeño y pintoresco grupo de casas construidas en la auténtica y antigua "forma sarda" ofrece un ambiente encantador. Entre las ruinas abandonadas y las pocas casas habitadas se encuentra la pequeña iglesia de la Magdalena del siglo XVII, de estilo gótico tardío. No hay actividad comercial en el pueblo.

### Caffè Tettamanzi
El café histórico Tettamanzi se ubica en el centro histórico de Nuoro en la calle principal de la ciudad "Corso Giuseppe Garibaldi" al número 71, fue fundado en 1875 por el ebanista piamontés Antonio Tettamanzi, quien vino a Nuoro para trabajar en el coro de madera de la catedral. En el interior, el techo está adornado por los estucos originales de Tettamanzi; Las paredes de la habitación aún conservan algunos espejos antiguos. Hubo un tiempo en que también había una gran mesa de billar, la primera en la ciudad, construida por el mismo propietario.

## Deportes
El principal equipo de fútbol de la ciudad es el "Nuorese Calcio 1930" que, en el campeonato de la Serie D 1973-1974, alcanzó su mejor resultado, quedando tercero a 4 puntos de la promoción para la serie C.

## Demografía
Según los datos del año 2018 del Instituto Nacional de Estadísticas Italiano (ISTAT) el 96,4 % de los residentes de Nuoro eran italianos, la población extranjera comprende 1293 personas, 608 hombres y 685 mujeres. Las comunidades más numerosas son la rumana, 535 personas y la senegalesa con 283 personas. Como muchas otras ciudades en Italia, la población de jubilados es mucho mayor que la de los menores de 14 años, y envejece de manera constante.
| Gráfica de evolución demográfica de Nuoro entre 1861 y 2018 |
|                                                             |
| Fuente ISTAT - elaboración gráfica de Wikipedia             |

## Ciudades hermanadas
- Corte (Francia, desde 2006)
- Tolmezzo (Italia, desde 2008)[9]

## Personas notables
Grazia Deledda - premio nobel de literatura italiana. 